# 道休誠一郎
道休 誠一郎 （どうきゅう せいいちろう、1953年4月1日 - ）は、日本の政治家。元衆議院議員（1期）。タレントの紗栄子は姪にあたる。

## 概要
宮崎県宮崎市生まれ。宮崎県立宮崎南高等学校、上智大学外国語学部卒業。上智大卒業後はコロンビア大学国際公共政策大学院修士課程に留学。1979年（昭和54年）、シティバンクに就職。1982年から野村證券に勤務。2003年、JICAからインドネシア財務省に派遣される。
2009年8月30日の第45回衆議院議員総選挙に民主党公認で宮崎2区から出馬。自由民主党の江藤拓に敗れるも、比例九州ブロックで復活し、初当選した。道休の当選により、2005年の第44回衆議院議員総選挙で米沢隆が落選して以来、4年ぶりに民主党が宮崎県で議席を獲得した。
2010年5月31日、宮崎県で発生した口蹄疫問題への対応が遅れた農林水産大臣の赤松広隆に対する不信任決議案が衆議院本会議で採決された際には反対票を投じた。
2012年12月16日の第46回衆議院議員総選挙に民主党公認で宮崎2区から再び出馬するも、再び江藤に敗れ、比例復活もならず落選した。
2013年4月16日、民主党は、道休を同年夏の第23回参議院議員通常選挙の宮崎県選挙区の候補者に擁立する方針を決めた。同年7月21日の第23回参議院議員通常選挙では自民党新人の長峯誠に3倍以上の得票差で敗れ、落選。民主党からの宮崎県選出議員は衆参ともに0人になった。
2017年9月28日、民進党宮崎県連が第48回衆議院議員総選挙に道休を宮崎1区に擁立すると発表。同日に民進党は希望の党への合流を決め、10月3日に道休は希望の党の一次公認を受けたが、民進党宮崎県連が希望の党に保守色の強い中山成彬元文部科学相が参加していることに反発し、道休を支援しない方針を決定。翌4日に道休は公認を辞退し、選挙にも出馬しなかった。